# 三枝享祐
三枝 享祐（さえぐさ きょうすけ、1989年5月29日 - ）は、日本の男性俳優。

## 人物
神奈川県出身。身長165cm。体重51kg。血液型はO型。
高校時代は陸上競技部に在籍。
特技はピアノ、野球、卓球。書道初段。
現在は海外にて生活中。

## 出演作品

### テレビドラマ
- 教師びんびん物語スペシャルII - クラスメイト 役
- 氷の家族 - 若松 役
- 小さな恋のお勉強
- 〜夢見るサッカー少年たちへ〜中村俊輔物語 - 中村俊輔 役

### 吹き替え

#### 担当俳優
トム・フェルトン
- ハリー・ポッターシリーズ（ドラコ・マルフォイ）
  - ハリー・ポッターと賢者の石
  - ハリー・ポッターと秘密の部屋
  - ハリー・ポッターとアズカバンの囚人
  - ハリー・ポッターと炎のゴブレット
  - ハリー・ポッターと不死鳥の騎士団
  - ハリー・ポッターと謎のプリンス
  - ハリー・ポッターと死の秘宝 PART1
  - ハリー・ポッターと死の秘宝 PART2

- ハリー・ポッター20周年記念: リターン・トゥ・ホグワーツ（本人）

### CM
- カップヌードル-UKフィギュアプレゼントセレモニー編-
- 電撃ゲームボーイアドバンス

### 雑誌
- ムービーズ